# Courchaton
Courchaton est une ancienne commune française située dans le département de la Haute-Saône, la région culturelle et historique de Franche-Comté et la région administrative Bourgogne-Franche-Comté.
Les habitants sont les Courchatenais et les Courchatenaises.
En 2025, elle fusionne avec Georfans et Vellechevreux-et-Courbenans pour devenir Belles-Fontaines.

## Géographie

### Géologie
Le territoire communal repose sur le bassin houiller keupérien de Haute-Saône et le gisement de schiste bitumineux de Haute-Saône daté du Toarcien.

### Climat
Pour des articles plus généraux, voir Climat de la Bourgogne-Franche-Comté et Climat de la Haute-Saône.
En 2010, le climat de la commune est de type climat de montagne, selon une étude du Centre national de la recherche scientifique s'appuyant sur une série de données couvrant la période 1971-2000. En 2020, Météo-France publie une typologie des climats de la France métropolitaine dans laquelle la commune est exposée à un climat semi-continental et est dans une zone de transition entre les régions climatiques « Lorraine, plateau de Langres, Morvan » et « Jura ». 
Pour la période 1971-2000, la température annuelle moyenne est de 9,9 °C, avec une amplitude thermique annuelle de 17,1 °C. Le cumul annuel moyen de précipitations est de 1 404 mm, avec 12,6 jours de précipitations en janvier et 10,5 jours en juillet. Pour la période 1991-2020, la température moyenne annuelle observée sur la station météorologique de Météo-France la plus proche, « Medière », sur la commune de Médière à 8 km à vol d'oiseau, est de 11,5 °C et le cumul annuel moyen de précipitations est de 1 105,2 mm. 
La température maximale relevée sur cette station est de 40,2 °C, atteinte le 24 juillet 2019 ; la température minimale est de −17 °C, atteinte le 5 février 2012,,. 
Les paramètres climatiques de la commune ont été estimés pour le milieu du siècle (2041-2070) selon différents scénarios d'émission de gaz à effet de serre à partir des nouvelles projections climatiques de référence DRIAS-2020. Ils sont consultables sur un site dédié publié par Météo-France en novembre 2022.

## Urbanisme

### Typologie
Au 1er janvier 2024, Courchaton est catégorisée commune rurale à habitat dispersé, selon la nouvelle grille communale de densité à sept niveaux définie par l'Insee en 2022.
Elle est située hors unité urbaine. Par ailleurs la commune fait partie de l'aire d'attraction de Montbéliard, dont elle est une commune de la couronne,. Cette aire, qui regroupe 137 communes, est catégorisée dans les aires de 50 000 à moins de 200 000 habitants,.

### Occupation des sols
L'occupation des sols de la commune, telle qu'elle ressort de la base de données européenne d’occupation biophysique des sols Corine Land Cover (CLC), est marquée par l'importance des forêts et milieux semi-naturels (51,1 % en 2018), une proportion identique à celle de 1990 (51,1 %). La répartition détaillée en 2018 est la suivante : 
forêts (48,4 %), prairies (20,5 %), terres arables (12,1 %), zones agricoles hétérogènes (8 %), cultures permanentes (4,8 %), zones urbanisées (3,5 %), milieux à végétation arbustive et/ou herbacée (2,7 %). L'évolution de l’occupation des sols de la commune et de ses infrastructures peut être observée sur les différentes représentations cartographiques du territoire : la carte de Cassini (XVIIIe siècle), la carte d'état-major (1820-1866) et les cartes ou photos aériennes de l'IGN pour la période actuelle (1950 à aujourd'hui).

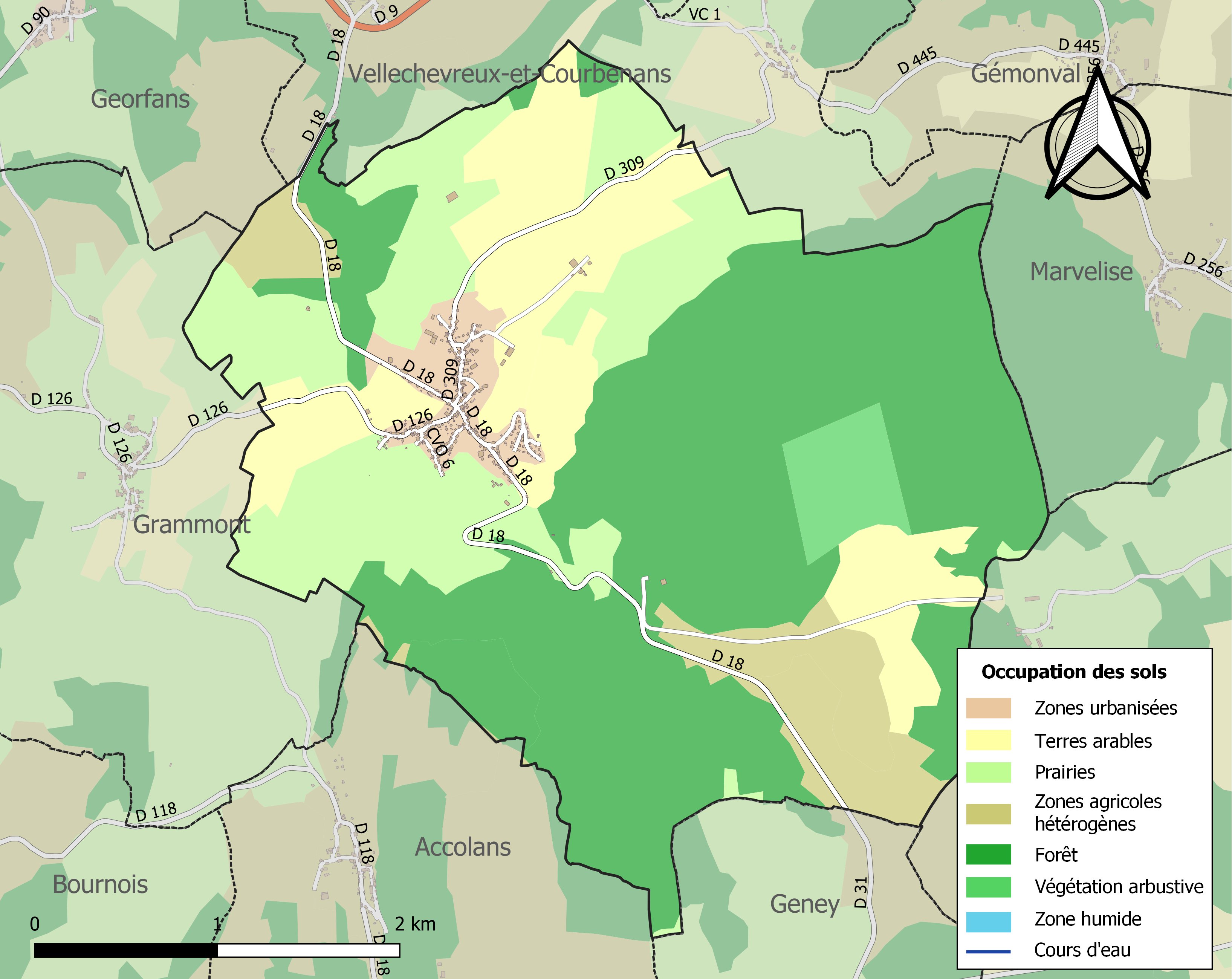
Carte des infrastructures et de l'occupation des sols de la commune en 2018 (CLC).

## Histoire
En 1832, les puits de recherches sont creusés par les houillères de Gémonval pour rechercher du charbon, mais celui-ci est de mauvaise qualité.
Courchaton était autrefois célèbre pour ses vignes et ses vergers de mirabelliers.
Durant la Seconde Guerre mondiale, quinze  jeunes résistants âgés de 17 à 20 ans, tous originaires du village, ont été fusillés le 18 septembre 1944 dans le secteur du maquis de Chérimont.

## Politique et administration

Carte départementale représentant en rouge la communauté de communes du Pays de Villersexel.

### Rattachements administratifs et électoraux
La commune fait partie de l'arrondissement de Vesoul du département de la Haute-Saône,  en région Bourgogne-Franche-Comté. Pour l'élection des députés, elle dépend de la deuxième circonscription de la Haute-Saône.
Elle fait partie depuis 1793 du canton de Villersexel. Dans le cadre du redécoupage cantonal de 2014 en France, le canton s'est agrandi, passant de 32 à 47.

### Intercommunalité
Dans le cadre des dispositions de l'article 35 de la loi n° 2010-1563 du 16 décembre 2010 « de réforme des collectivités territoriales », qui prévoit toutefois d'achever et de rationaliser le dispositif intercommunal en France, et notamment d'intégrer la quasi-totalité des communes françaises dans des EPCI à fiscalité propre, la commune, qui n'était jusqu'alors membre d'aucune intercommunalité à fiscalité propre, a rejoint le 1er janvier 2013 la communauté de communes du Pays de Villersexel,.

### Liste des maires

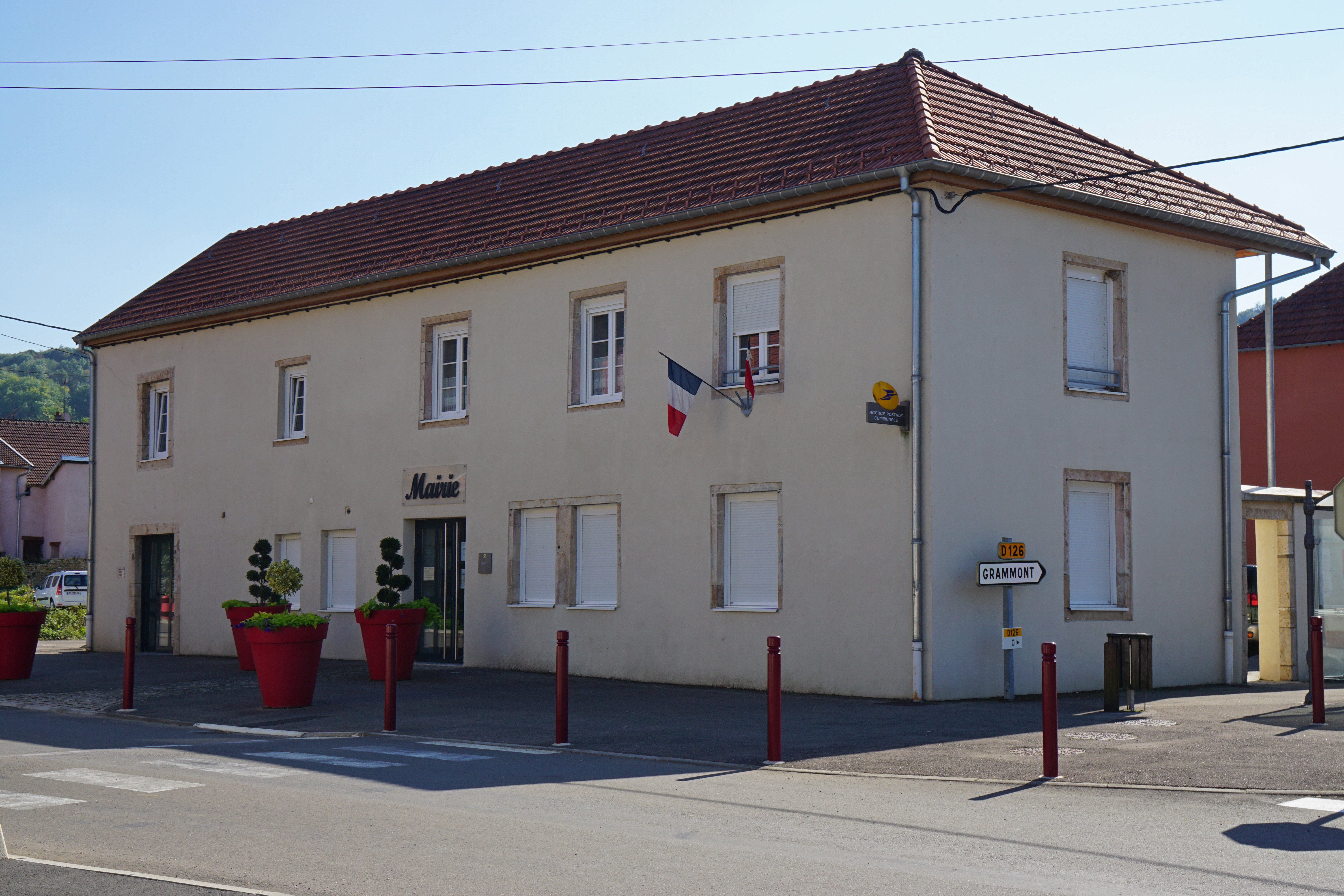
La nouvelle mairie.

| Période                                  | Période                        | Identité        | Étiquette | Qualité                         |
| ---------------------------------------- | ------------------------------ | --------------- | --------- | ------------------------------- |
| Les données manquantes sont à compléter. |                                |                 |           |                                 |
| mars 2001                                | En cours (au 1er janvier 2015) | Christian Boyer |           | Réélu pour le mandat 2014-2020, |

## Démographie
L'évolution du nombre d'habitants est connue à travers les recensements de la population effectués dans la commune depuis 1793. Pour les communes de moins de 10 000 habitants, une enquête de recensement portant sur toute la population est réalisée tous les cinq ans, les populations de référence des années intermédiaires étant quant à elles estimées par interpolation ou extrapolation. Pour la commune, le premier recensement exhaustif entrant dans le cadre du nouveau dispositif a été réalisé en 2006.

En 2022, la commune comptait 445 habitants, en évolution de −1,11 % par rapport à 2016 (Haute-Saône : −1,4 %, France hors Mayotte : +2,11 %).
| 1793 | 1800 | 1806 | 1821 | 1831  | 1836  | 1841  | 1846  | 1851 |
| ---- | ---- | ---- | ---- | ----- | ----- | ----- | ----- | ---- |
| 712  | 753  | 838  | 990  | 1 034 | 1 032 | 1 030 | 1 027 | 982  |

| 1856 | 1861 | 1866 | 1872 | 1876 | 1881 | 1886 | 1891 | 1896 |
| ---- | ---- | ---- | ---- | ---- | ---- | ---- | ---- | ---- |
| 833  | 848  | 815  | 825  | 798  | 773  | 747  | 712  | 692  |

| 1901 | 1906 | 1911 | 1921 | 1926 | 1931 | 1936 | 1946 | 1954 |
| ---- | ---- | ---- | ---- | ---- | ---- | ---- | ---- | ---- |
| 678  | 634  | 609  | 504  | 473  | 447  | 424  | 376  | 475  |

| 1962 | 1968 | 1975 | 1982 | 1990 | 1999 | 2006 | 2011 | 2016 |
| ---- | ---- | ---- | ---- | ---- | ---- | ---- | ---- | ---- |
| 439  | 503  | 485  | 578  | 504  | 430  | 446  | 459  | 450  |

| 2021 | 2022 | - | - | - | - | - | - | - |
| ---- | ---- | - | - | - | - | - | - | - |
| 444  | 445  | - | - | - | - | - | - | - |

## Culture locale et patrimoine

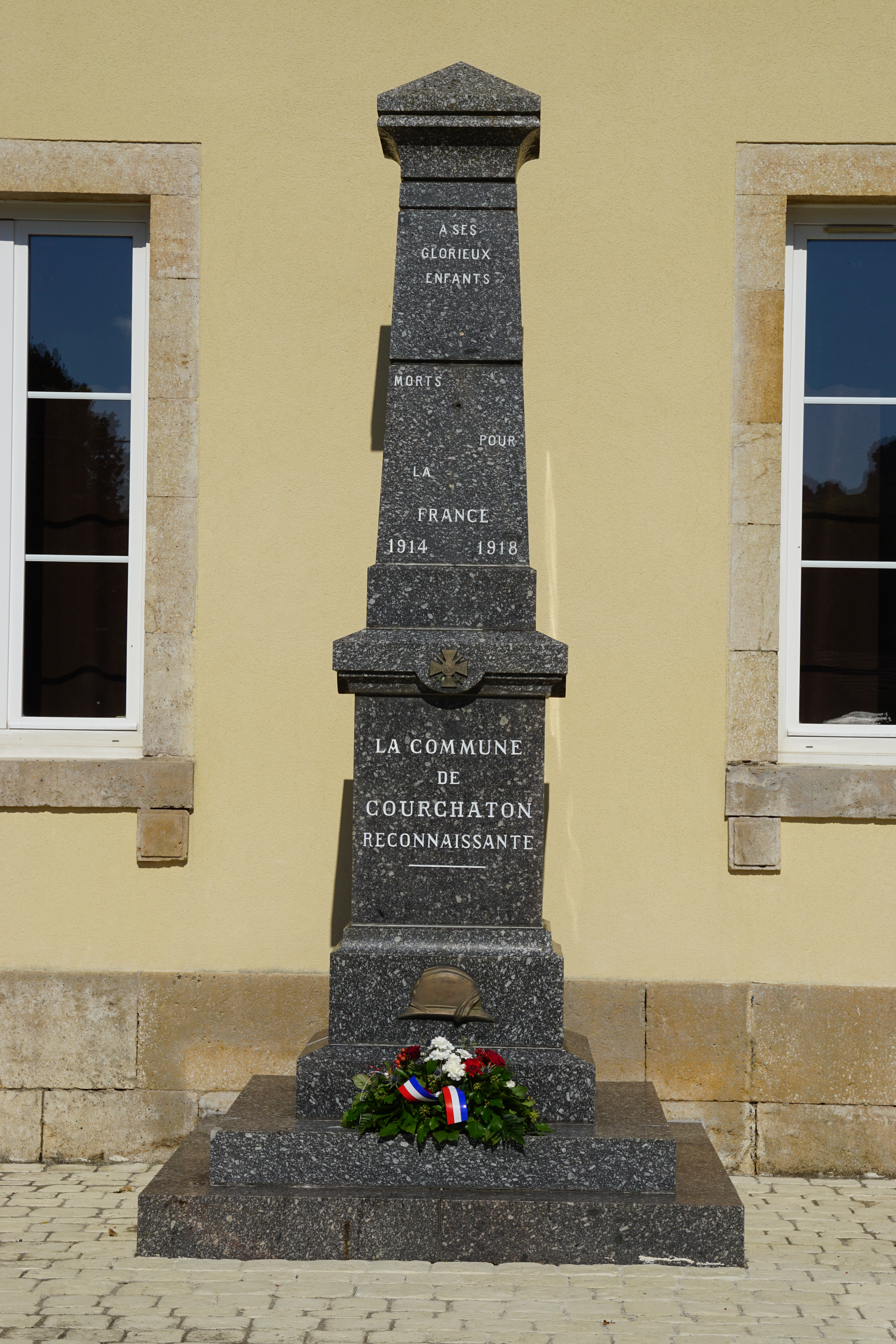
Monument aux morts.

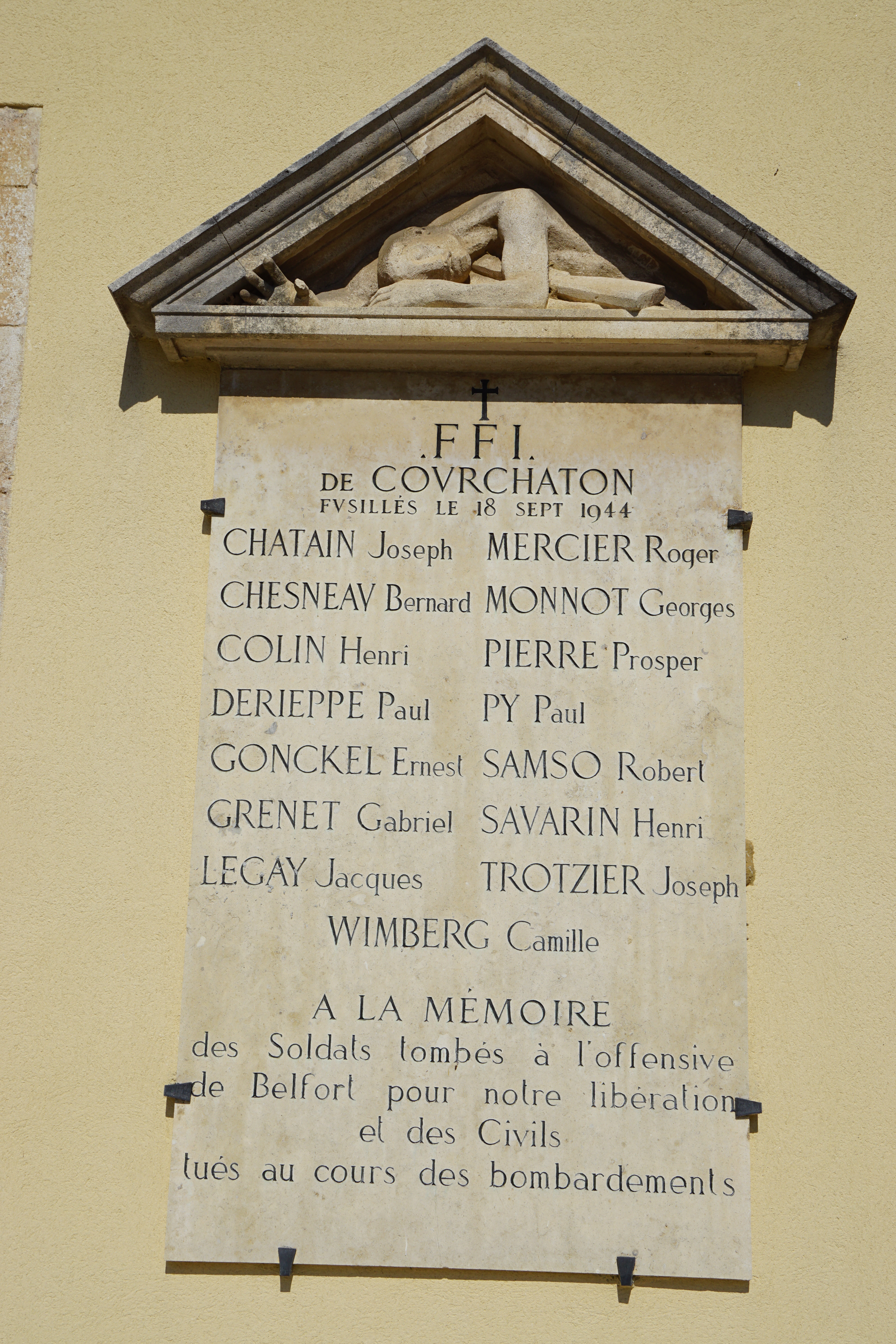
Hommage aux FFI.

### Lieux et monuments
- L'église.

L'église de Courchaton.
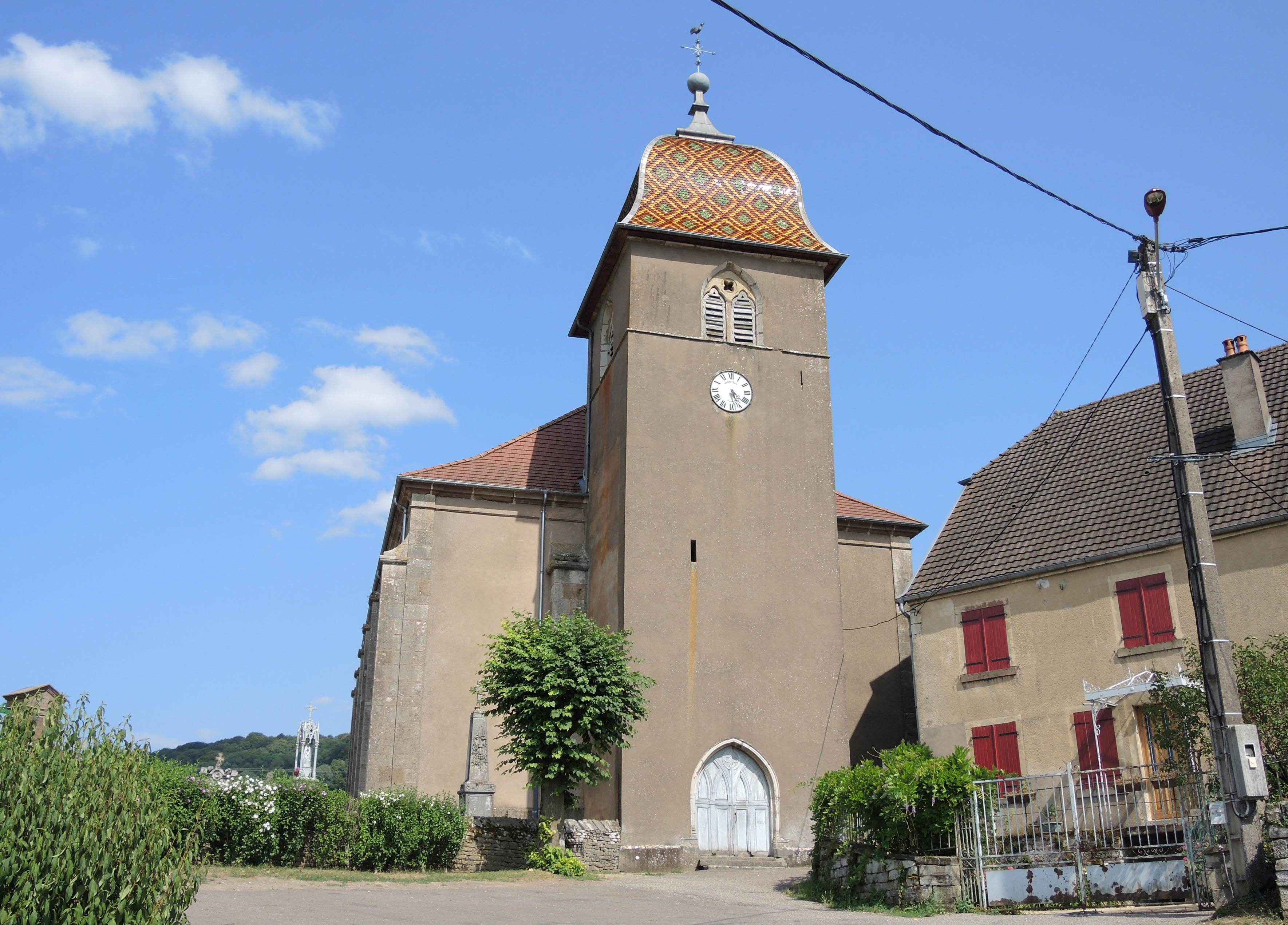
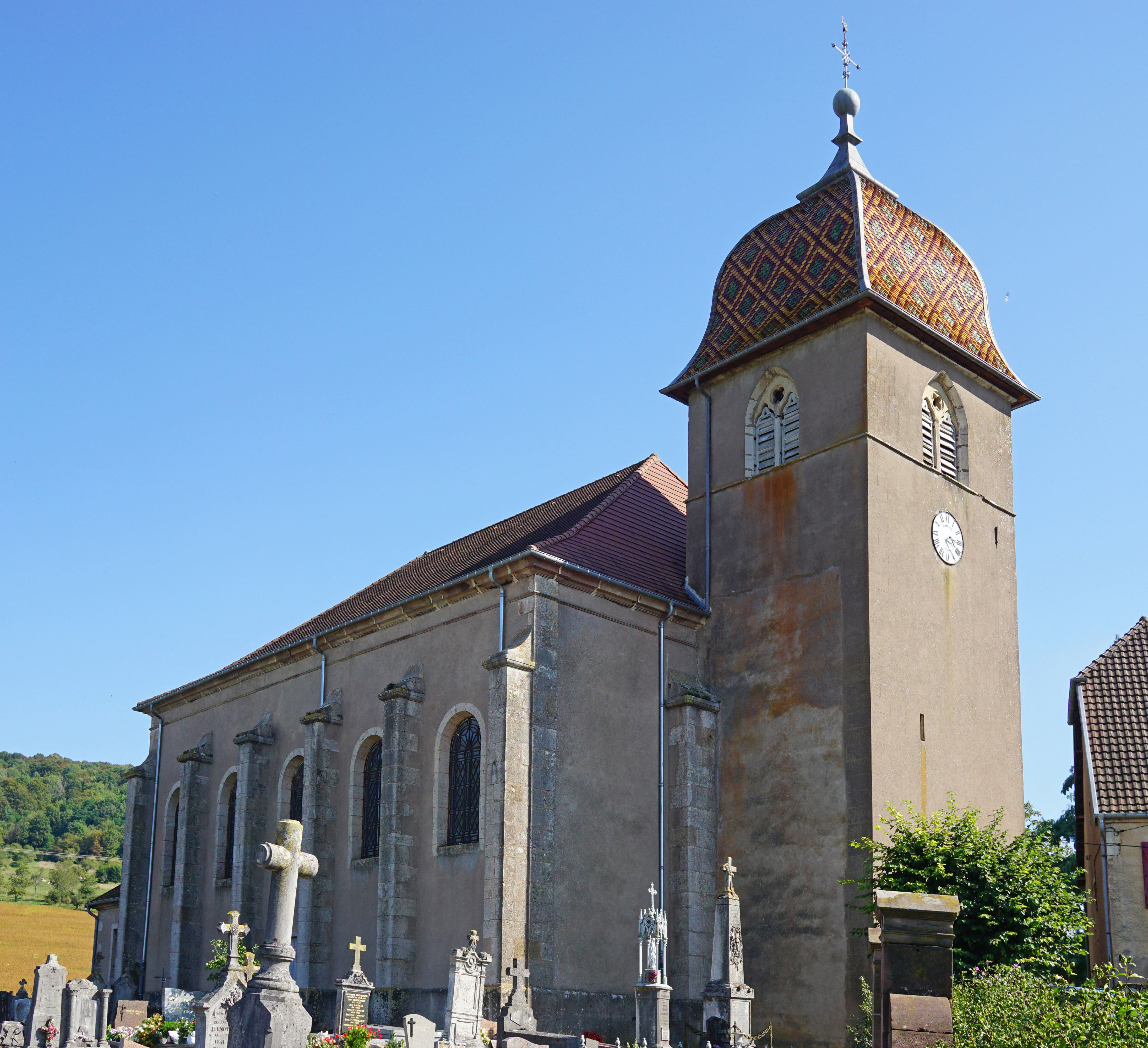
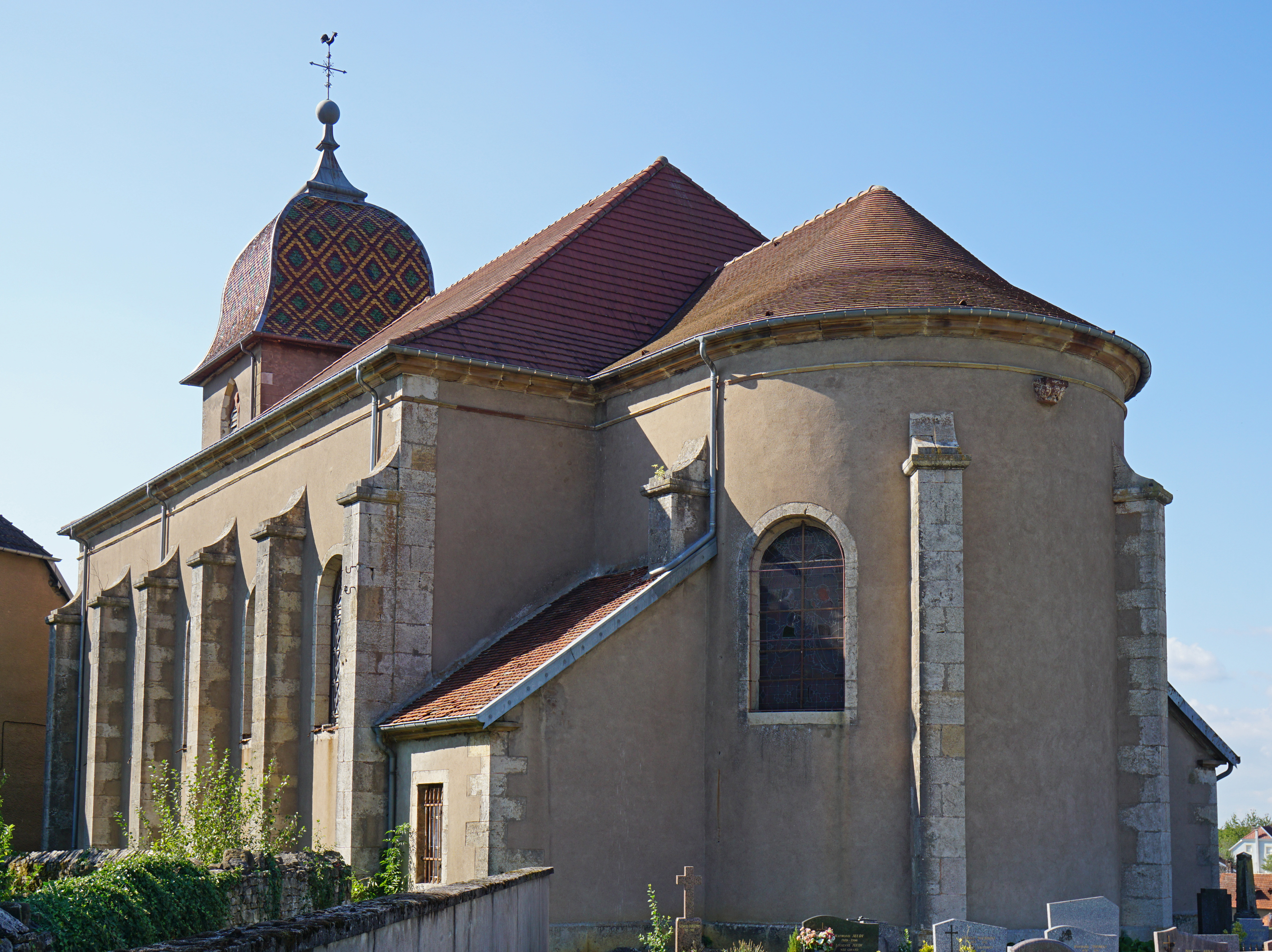
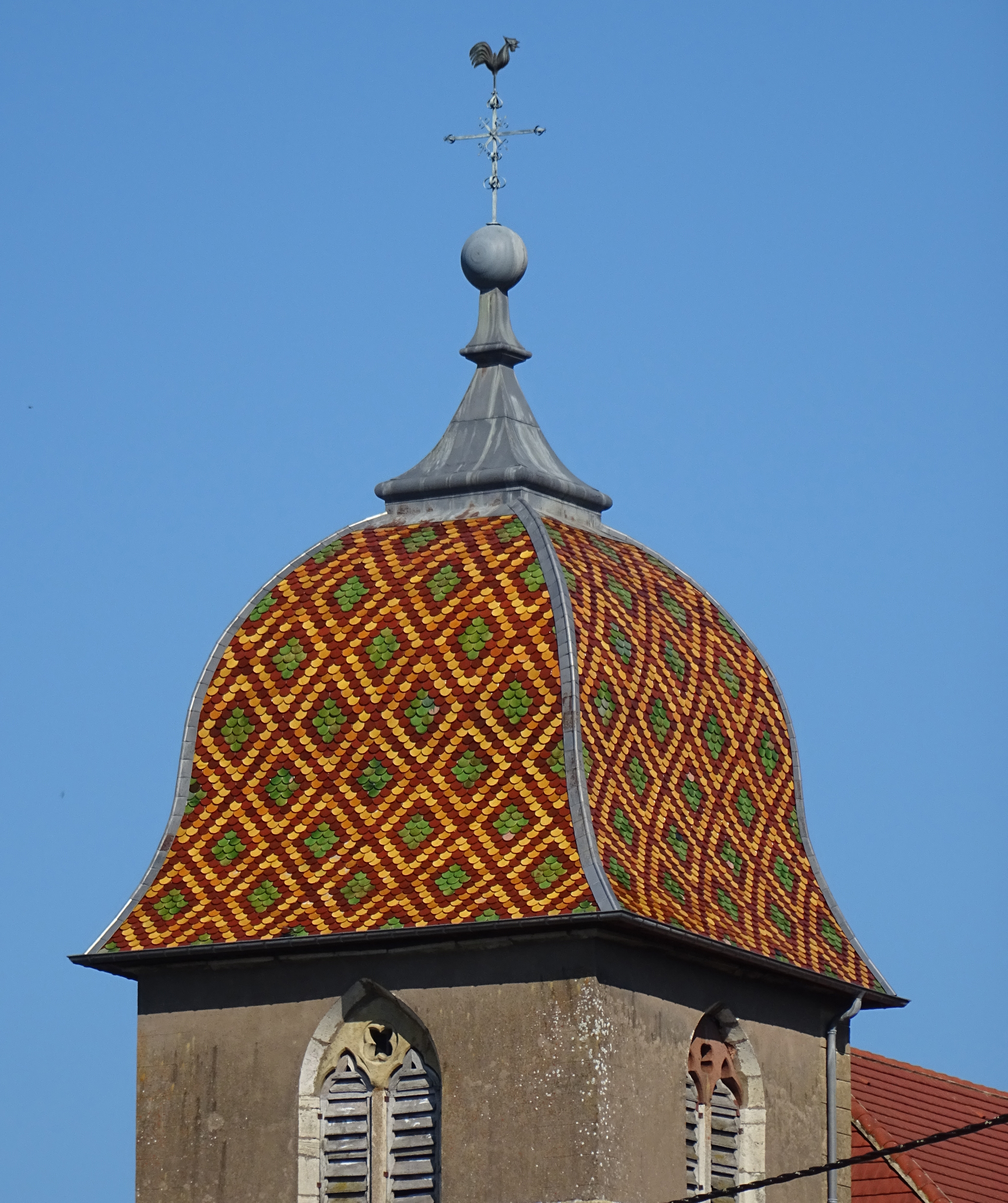
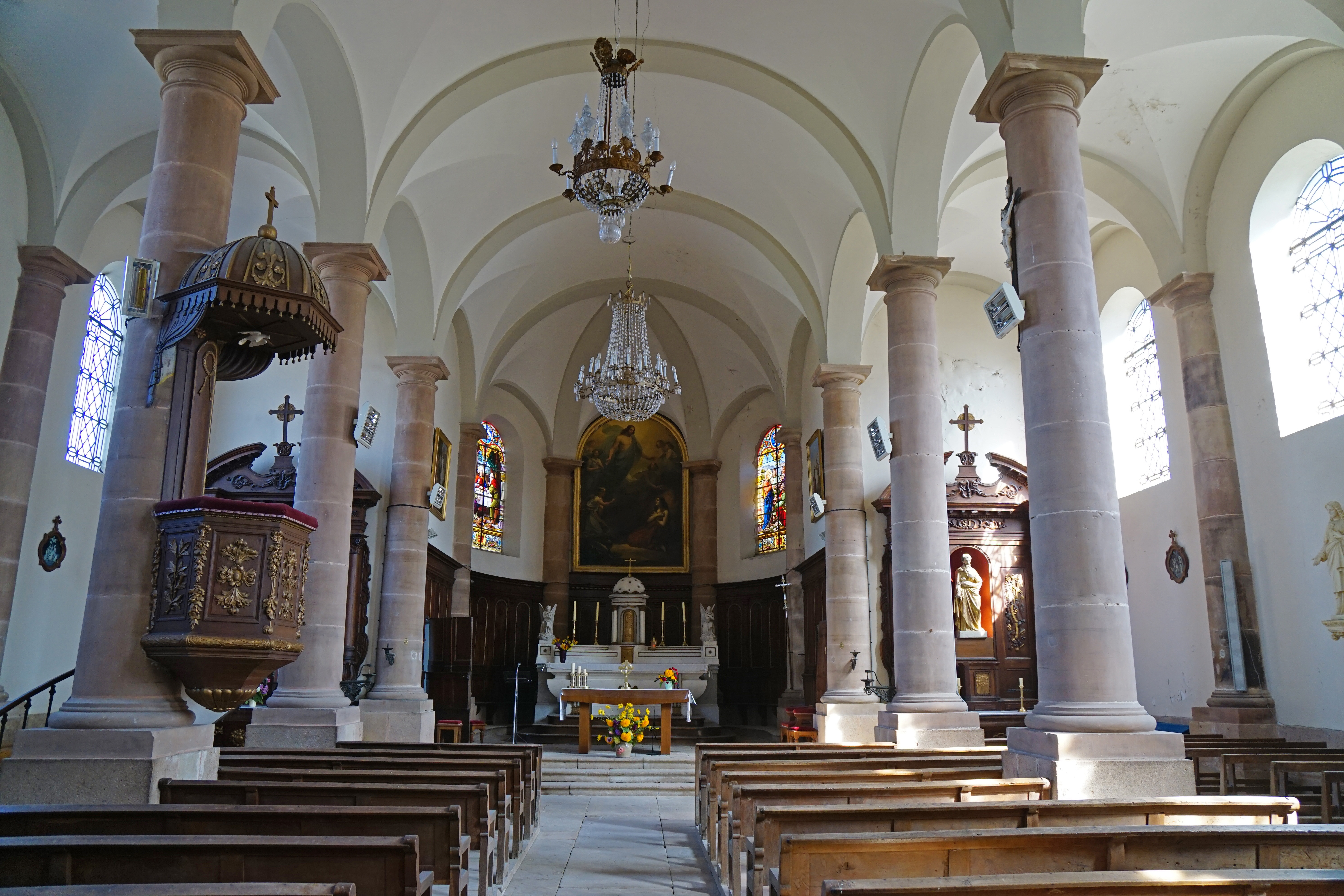

- La commune comprend huit fontaines[27].

Les fontaines.
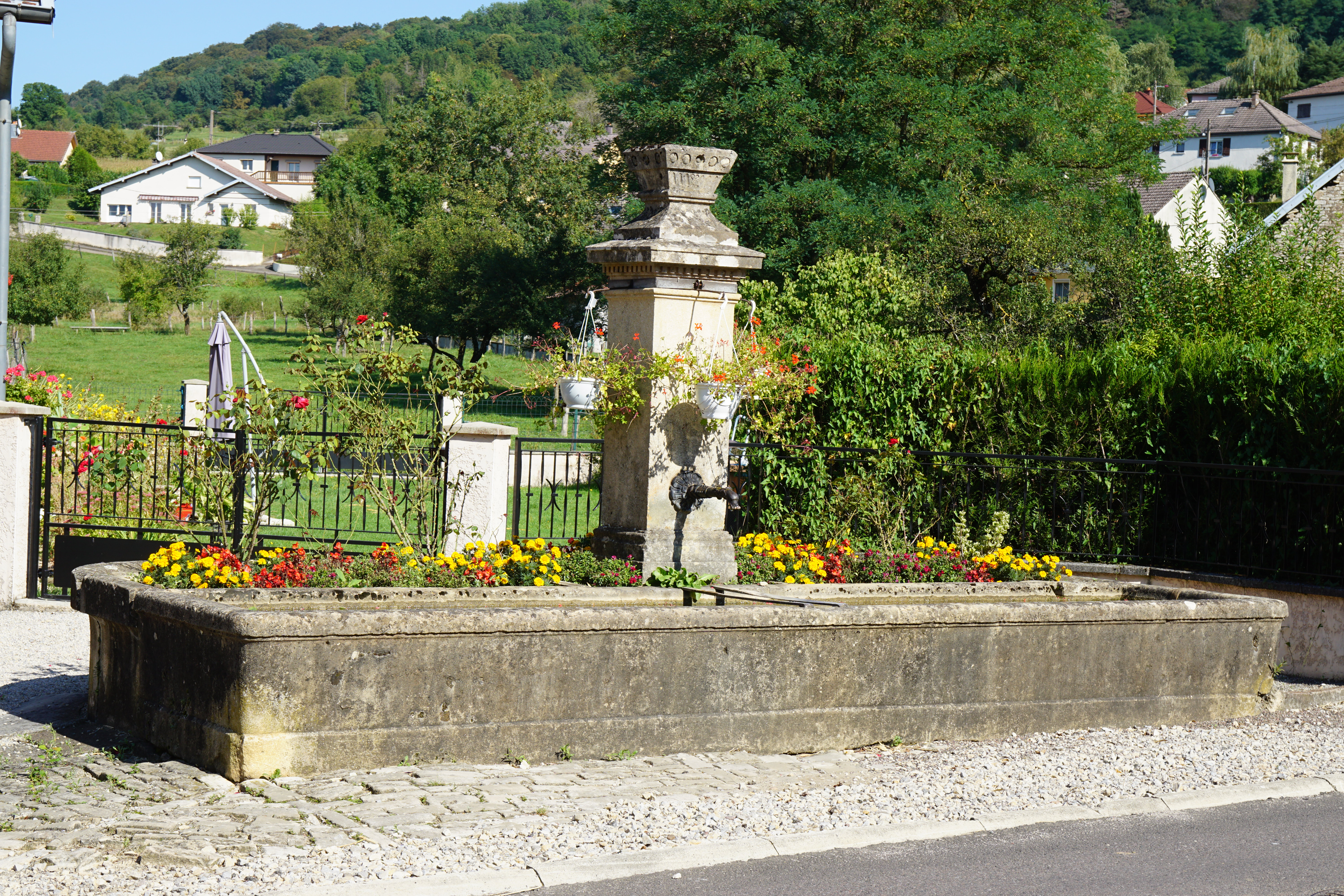
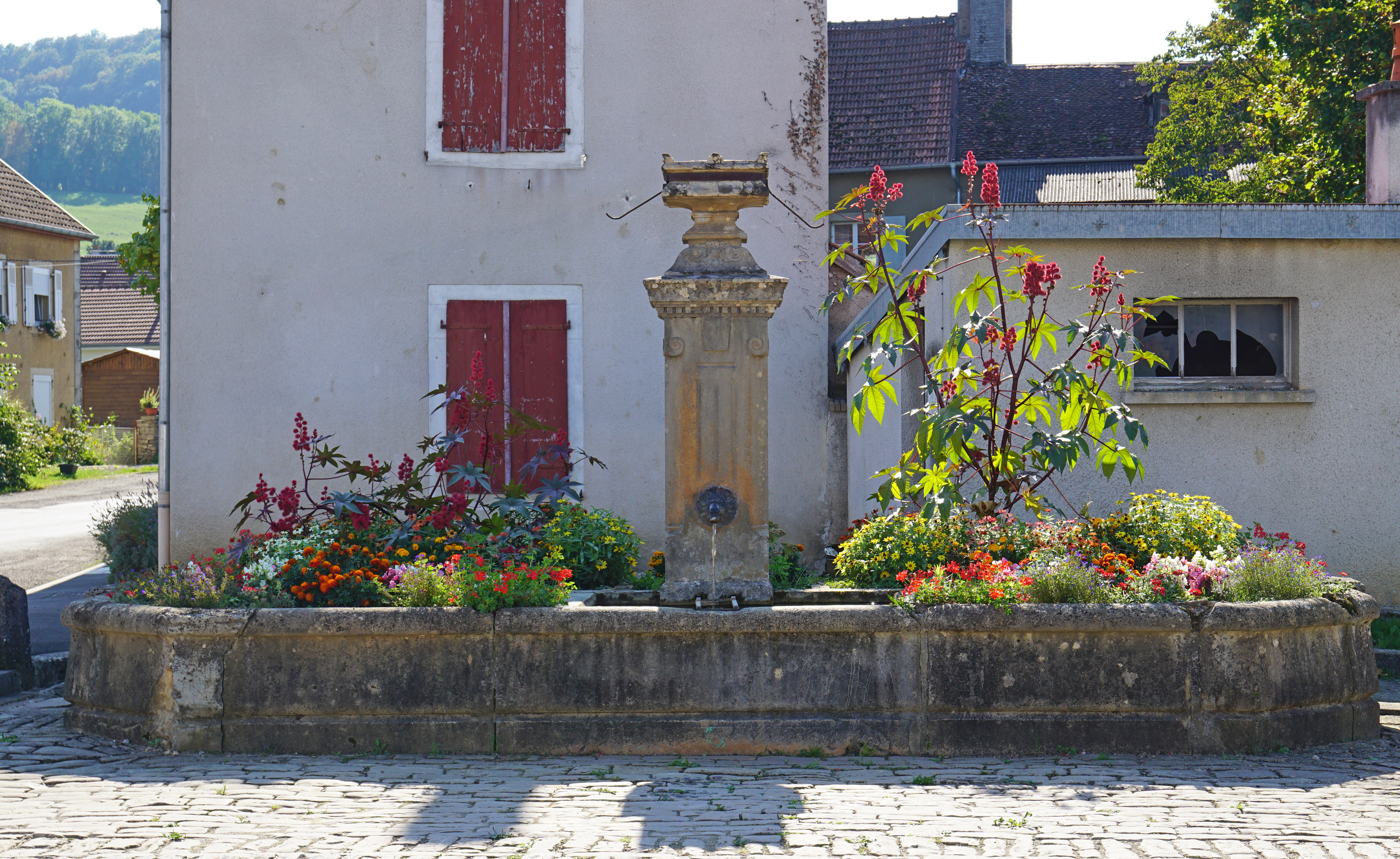
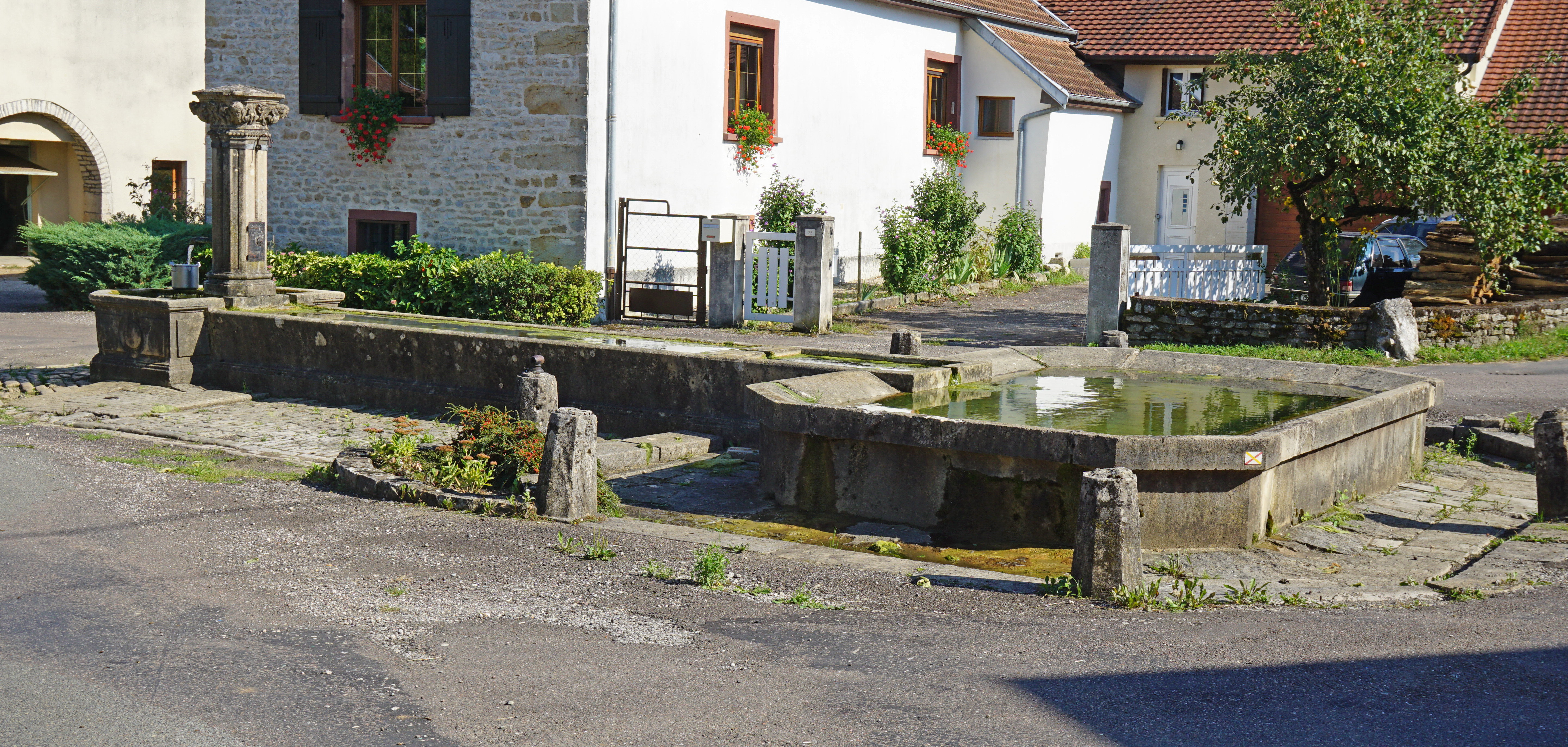

- La Grenelle, cave voutée aménagée en salle de concert[28].

- L'ancienne mairie-école, édifiée au XIXe siècle en pierre blanche du pays et élevé sur pilotis retrouve, à l'époque de la prospérité agricole et de carrières du village, transformée en logements[29].

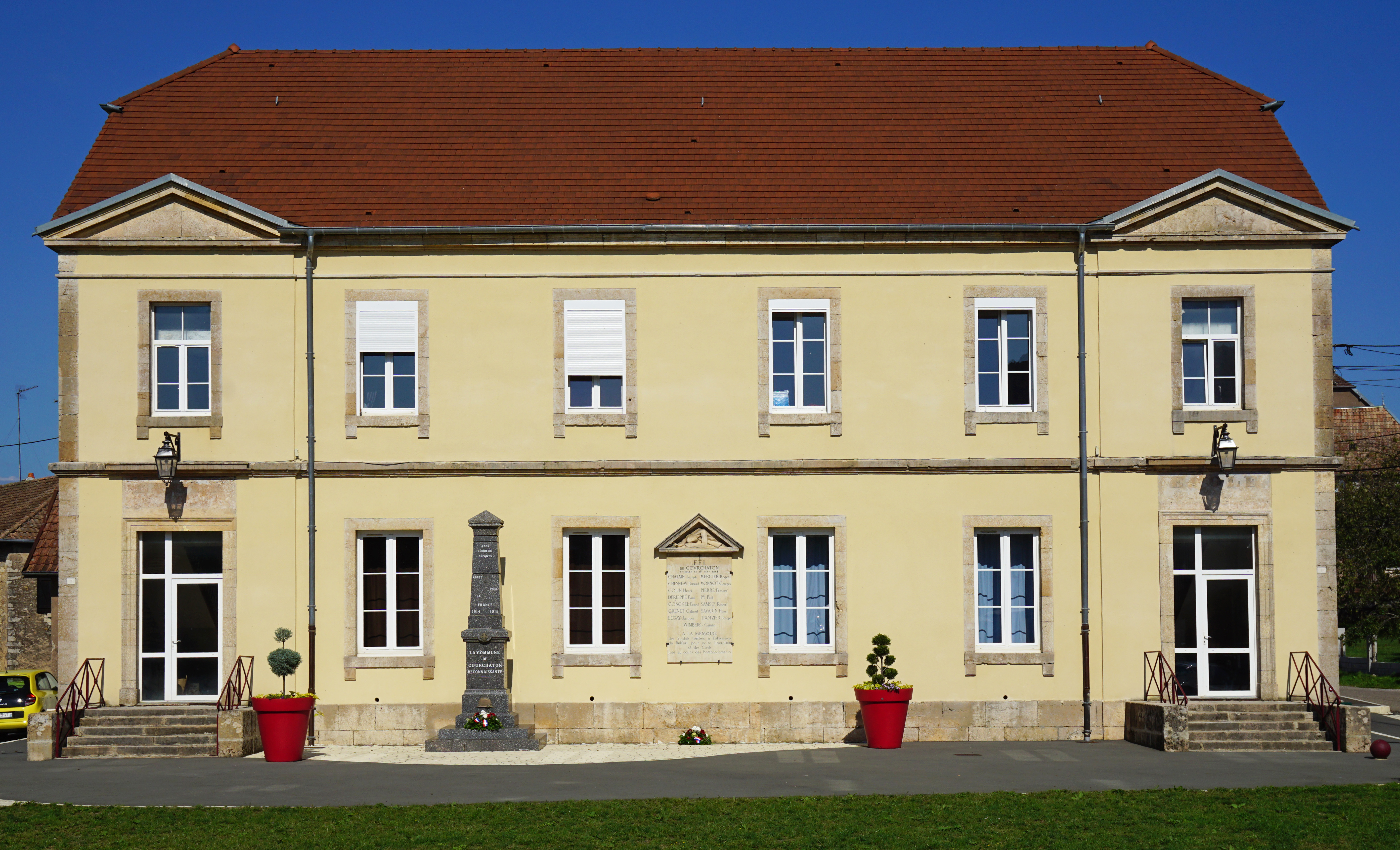
L'ancienne mairie-école.
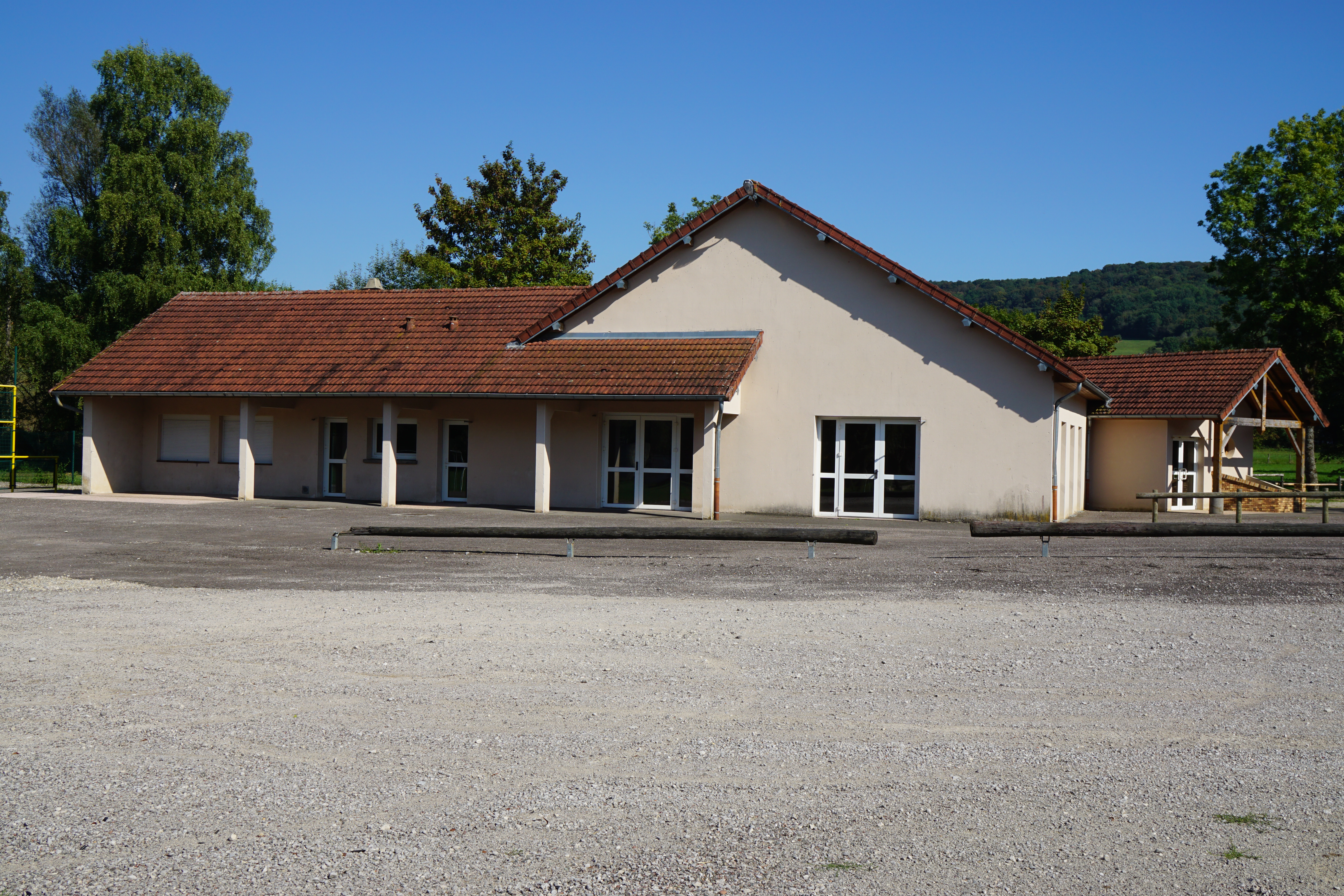
La salle polyvalente.